# Haworthia davidii
Haworthia davidii är en grästrädsväxtart som först beskrevs av Ingo Breuer, och fick sitt nu gällande namn av M. Hayashi och Ingo Breuer. Haworthia davidii ingår i släktet Haworthia och familjen grästrädsväxter. Inga underarter finns listade i Catalogue of Life.